# Championnat du Kazakhstan de football 2013
Navigation
Premier-Liga 2012 Premier-Liga 2014
La saison 2013 de Premier-Liga kazakhe de football est la 22e édition de la première division kazakhe. Les douze meilleurs clubs du pays sont regroupés au sein d'une poule unique et s'affrontent deux fois, à domicile et à l'extérieur. Après 22 matches, deux poules sont formées suivant le classement, les six premiers s'affrontant sur de nouveaux matches aller-retour pour déterminer le champion et les participants aux coupe d'Europe, tandis que les six derniers s'affrontent pour déterminer les deux relégués en division inférieure.
C'est le club du FK Aktobe qui remporte la compétition après avoir terminé en tête de la poule pour le titre, avec un seul point d'avance sur le FC Astana et dix sur le FC Kairat Almaty. Il s'agit du cinquième titre de champion du Kazakhstan de l'histoire du club, en neuf saisons.

## Qualifications continentales
Trois places sont qualificatives pour les compétitions européennes, la quatrième place étant celles du vainqueur de la Coupe du Kazakhstan 2013. À l'issue de la saison, le champion se qualifie pour le 2e tour de qualification des champions de la Ligue des champions 2014-2015. Alors que le vainqueur de la Coupe du Kazakhstan prend la première des trois places en Ligue Europa 2014-2015, les deux autres places reviennent au deuxième et au troisième du championnat, qualifié pour le premier tour de qualification. Aussi si le vainqueur de la coupe fait partie des trois premiers, les places sont décalées et la dernière place revient au finaliste de la coupe. Si ce dernier club fait lui-même partie des trois premiers, la dernière place revient au quatrième du championnat.

## Les clubs participants
| - FK Aktobe - FC Astana - FC Kairat Almaty - FK Taraz - FC Ordabasy Chymkent - Shakhtyor Karagandy | - FK Atyrau - FC Irtych Pavlodar - FK Akzhayik Oural - FC Jetyssou Taldykourgan - FC Tobol Kostanaï - FC Vostok - Promu de D2 |

## Compétition

### Classement
Le classement est établi sur le barème de points classique (victoire à 3 points, match nul à 1, défaite à 0).
| Rang | Équipe                      | Pts | J  | G  | N  | P  | Bp | Bc | Diff |
| ---- | --------------------------- | --- | -- | -- | -- | -- | -- | -- | ---- |
| 1    | FK Aktobe                   | 47  | 22 | 14 | 5  | 3  | 30 | 12 | +18  |
| 2    | FC Astana                   | 41  | 22 | 12 | 5  | 5  | 35 | 24 | +11  |
| 3    | Shakhtyor KaragandyT        | 35  | 22 | 10 | 5  | 7  | 31 | 23 | +8   |
| 4    | FC Irtych Pavlodar          | 34  | 22 | 9  | 7  | 6  | 24 | 20 | +4   |
| 5    | FC Kairat Almaty            | 31  | 22 | 7  | 10 | 5  | 28 | 24 | +4   |
| 6    | FC Ordabasy Chymkent        | 33  | 22 | 8  | 6  | 8  | 20 | 20 | 0    |
|      |                             |     |    |    |    |    |    |    |      |
| 7    | FK Atyrau                   | 27  | 22 | 7  | 6  | 9  | 18 | 28 | -10  |
| 8    | FC Tobol Kostanaï           | 26  | 22 | 7  | 5  | 10 | 30 | 27 | +3   |
| 9    | FC VostokP                  | 23  | 22 | 5  | 8  | 9  | 12 | 24 | -12  |
| 10   | FC Jetyssou Taldykourgan -3 | 21  | 22 | 4  | 12 | 6  | 20 | 25 | -5   |
| 11   | FK Taraz                    | 18  | 22 | 4  | 6  | 12 | 19 | 29 | -10  |
| 12   | FK Akzhayik Oural -6        | 13  | 22 | 4  | 7  | 11 | 24 | 35 | -11  |

| Légende : Qualifications | Légende : Qualifications                                                    |
| ------------------------ | --------------------------------------------------------------------------- |
|                          | Qualification pour la poule pour le titre                                   |
|                          | Participation à la poule de relégation                                      |
|                          | T : Tenant du titre P : Promu de D2 C : Vainqueur de la Coupe du Kazakhstan |

### Matchs
| Résultats (▼dom., ►ext.) | AKT | AKZ | AST | ATY | IRT | KRT | ORD | SHA | TAR | TOB | VOS | ZHE |
| FK Aktobe                |     | 2-0 | 2-1 | 3-0 | 3-0 | 1-1 | 1-0 | 3-1 | 3-2 | 1-0 | 0-1 | 1-1 |
| FK Akzhayik Oural        | 1-1 |     | 2-2 | 4-0 | 1-2 | 0-0 | 1-2 | 3-0 | 1-0 | 1-1 | 0-0 | 2-0 |
| FC Astana                | 1-2 | 3-1 |     | 1-2 | 1-1 | 0-0 | 0-1 | 1-0 | 3-1 | 2-1 | 1-0 | 4-1 |
| FK Atyrau                | 0-2 | 1-0 | 1-2 |     | 0-0 | 1-1 | 0-0 | 1-0 | 3-1 | 1-0 | 2-0 | 1-1 |
| FC Irtych Pavlodar       | 0-0 | 3-1 | 0-1 | 1-0 |     | 2-1 | 2-0 | 2-2 | 1-0 | 1-0 | 1-1 | 0-1 |
| FC Kairat Almaty         | 1-0 | 2-1 | 1-2 | 0-0 | 3-2 |     | 0-0 | 1-1 | 2-1 | 4-2 | 2-0 | 3-3 |
| FC Ordabasy Chymkent     | 0-1 | 4-2 | 0-2 | 3-0 | 1-3 | 1-0 |     | 0-0 | 0-0 | 1-0 | 4-1 | 1-2 |
| Shakhtyor Karagandy      | 1-2 | 4-0 | 1-3 | 3-2 | 2-1 | 2-1 | 1-3 |     | 3-0 | 2-0 | 2-0 | 1-0 |
| FK Taraz                 | 0-1 | 1-1 | 0-0 | 4-1 | 0-1 | 2-1 | 0-1 | 2-1 |     | 1-2 | 1-0 | 0-0 |
| FC Tobol Kostanaï        | 1-0 | 1-1 | 5-1 | 2-1 | 0-0 | 2-3 | 0-0 | 1-2 | 2-2 |     | 3-0 | 3-1 |
| FC Vostok                | 0-1 | 1-0 | 1-3 | 0-0 | 1-1 | 1-1 | 2-1 | 0-0 | 1-0 | 1-0 |     | 1-1 |
| FC Jetyssou Taldykourgan | 0-0 | 5-1 | 1-1 | 0-1 | 1-0 | 0-0 | 0-0 | 0-0 | 1-1 | 1-4 | 0-0 |     |

## Seconde phase

### Poule pour le titre
| Rang | Équipe                  | Pts | J  | G  | N  | P  | Bp | Bc | Diff |
| ---- | ----------------------- | --- | -- | -- | -- | -- | -- | -- | ---- |
| 1    | FK Aktobe               | 43  | 32 | 20 | 6  | 6  | 46 | 22 | +24  |
| 2    | FC Astana               | 42  | 32 | 19 | 5  | 8  | 54 | 35 | +19  |
| 3    | Kairat Almaty           | 33  | 32 | 12 | 12 | 8  | 44 | 38 | +6   |
| 4    | FC Irtych Pavlodar      | 27  | 32 | 12 | 8  | 12 | 41 | 39 | +2   |
| 5    | Shakhtyor Karagandy'T'C | 26  | 32 | 12 | 7  | 13 | 43 | 45 | -2   |
| 6    | Ordabasy Chymkent       | 23  | 32 | 11 | 8  | 13 | 33 | 34 | -1   |

|  | Qualification pour la Ligue des champions 2014-2015                      |
|  | Qualification pour le 1er tour préliminaire de la Ligue Europa 2014-2015 |
|  | T : Tenant du titre C : Vainqueur de la Coupe du Kazakhstan              |

### Poule de relégation
| Rang | Équipe                   | Pts | J  | G  | N  | P  | Bp | Bc | Diff |
| ---- | ------------------------ | --- | -- | -- | -- | -- | -- | -- | ---- |
| 7    | FC Tobol Kostanaï        | 35  | 32 | 14 | 6  | 12 | 48 | 33 | +15  |
| 8    | FK Atyrau                | 28  | 32 | 10 | 11 | 11 | 26 | 38 | -12  |
| 9    | FC Jetyssou Taldykourgan | 22  | 32 | 6  | 17 | 9  | 22 | 32 | -10  |
| 10   | FK Taraz                 | 21  | 32 | 7  | 9  | 16 | 30 | 38 | -8   |
| 11   | FC VostokP               | 20  | 32 | 6  | 13 | 13 | 20 | 37 | -17  |
| 12   | FK Akzhayik Oural        | 19  | 32 | 7  | 10 | 15 | 37 | 50 | -13  |

|  | Qualification pour les barrages de relégation |
|  | Relégation en deuxième division               |
|  | P : Promu de deuxième division                |

## Barrage de relégation
À la fin de la saison, le FC Vostok, 11e du championnat, affronte le vice-champion de deuxième division, le FK Spartak Semeï. Ce dernier l'emporte 1-0 le 6 novembre 2013. Le FC Vostok est donc relégué tandis que le Spartak Semeï est promu en première division.

## Bilan de la saison
| Championnat du Kazakhstan de football 2013    |                      |
| Champion                                      | FK Aktobe (5e titre) |
| Coupes et trophées                            |                      |
| Vainqueur de la Coupe du Kazakhstan 2013      | Shakhtyor Karagandy  |
| Vainqueur de la Supercoupe du Kazakhstan 2013 | Shakhtyor Karagandy  |
| Qualifications continentales                  |                      |
| Ligue des champions 2014-2015                 | FK Aktobe            |
| Ligue Europa 2014-2015                        | Shakhtyor Karagandy  |
| Ligue Europa 2014-2015                        | FC Astana            |
| Ligue Europa 2014-2015                        | Kairat Almaty        |
| Promotions et relégations                     |                      |
| Promus en Premier-Liga                        | Kaysar Kyzyl-Orda    |
| Promus en Premier-Liga                        | FK Spartak Semeï     |
| Relégués en Pervaïa Liga                      | Akzhayik Oural       |
| Relégués en Pervaïa Liga                      | FC Vostok            |